# مورمنیسم و چندهمسری
چندهمسری (که مورمنها در قرن نوزدهم بدان ازدواج جمعی می‌گفتند و بنیادگرایان مورمن کنونی قائل به چند همسری به آن اصل می گویند) به مدت بیش از نیمی از قرن نوزدهم از تعلیمات رهبران کلیسای عیسی مسیح قدیسان آخر زمان بود و از ۱۸۵۲ تا ۱۸۹۰ اقلیتی از خانواده‌ها (بین ۲۰ تا ۳۰ درصد) آن را به اجرا در می‌آوردند.
اجرای چند همسری توسط این کلیسا به شدت جدل‌برانگیز بوده‌است. حزب جمهوریخواه زمانی در پلتفرم خود برده داری و چندهمسری را از آثار دوقلوی بربریت دانسته بود. اجرای خصوصی چند همسری یا به‌طور دقیقتر چندزنی، را جوزف اسمیت بنیانگذار آن آغاز کرد. اجرای عمومی چندهمسری توسط کلیسا در ۱۸۵۲ توسط رئیس وقت آن بریگم یانگ اعلام شد و مورد حمایت قرار گرفت.

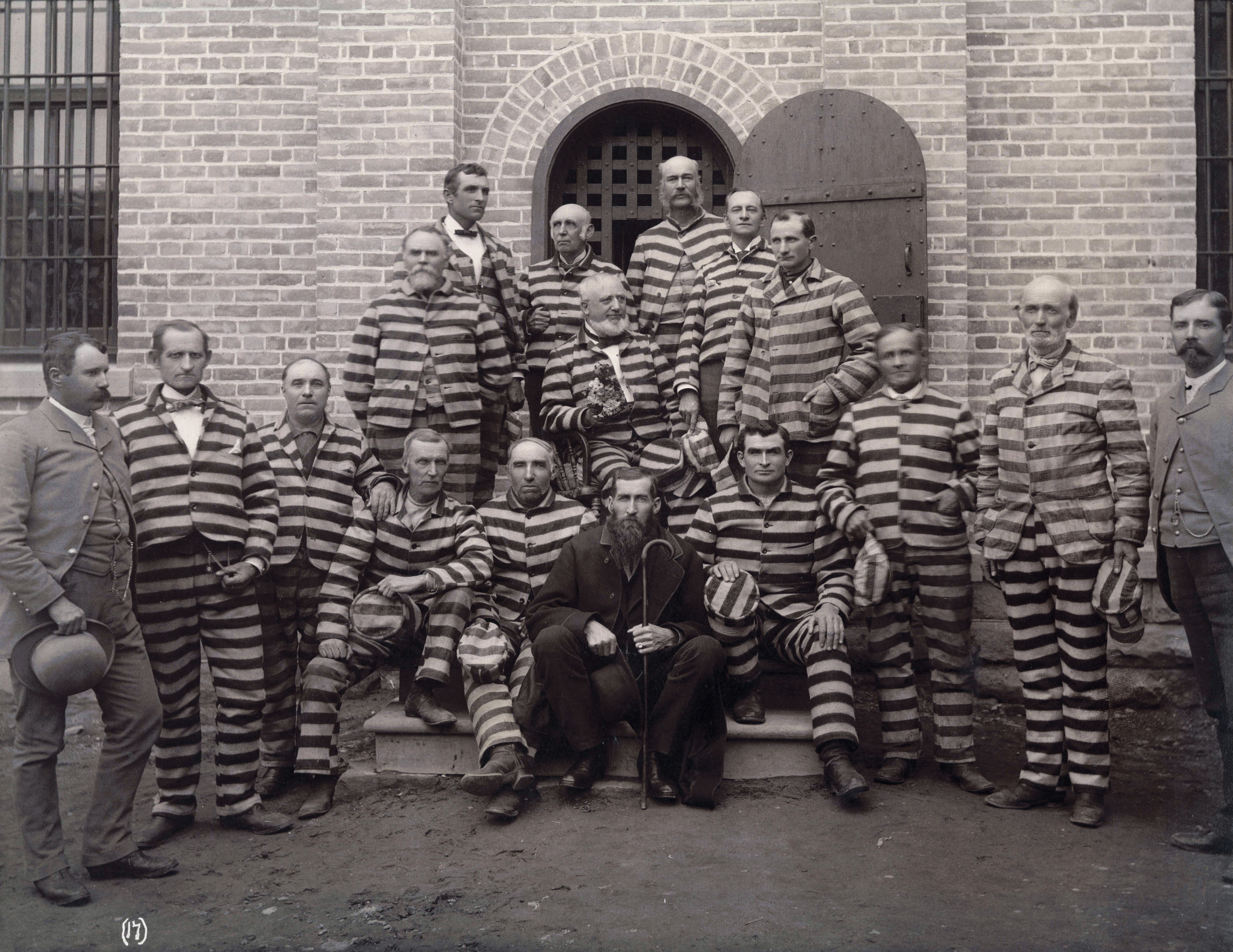
پرتره چندهمسران در زندان در یوتا، ۱۸۸۹ دستگیر شده به دلیل لایحه ادموندز-تاکر